# Променад (Мюнстер)
Променад (нем. Promenade) — кольцевая пешеходная аллея в городе Мюнстер (федеральная земля Северный Рейн-Вестфалия). Аллея окружает старый город и проложена по маршруту бывших городских стен. Улицы, ведущие к центру города, пересекают Променад в местах, где некогда находились городские ворота. По всей длине Променада, составляющей приблизительно 4,5 км, по обеим сторонам высажены липы.

Променад — это один из важнейших маршрутов велосипедного движения в Мюнстере — в час по нему проезжает около 1200 велосипедистов. Променад — это также место проведения большого блошиного рынка, который проводится каждую третью субботу месяца с мая по сентябрь.

## История

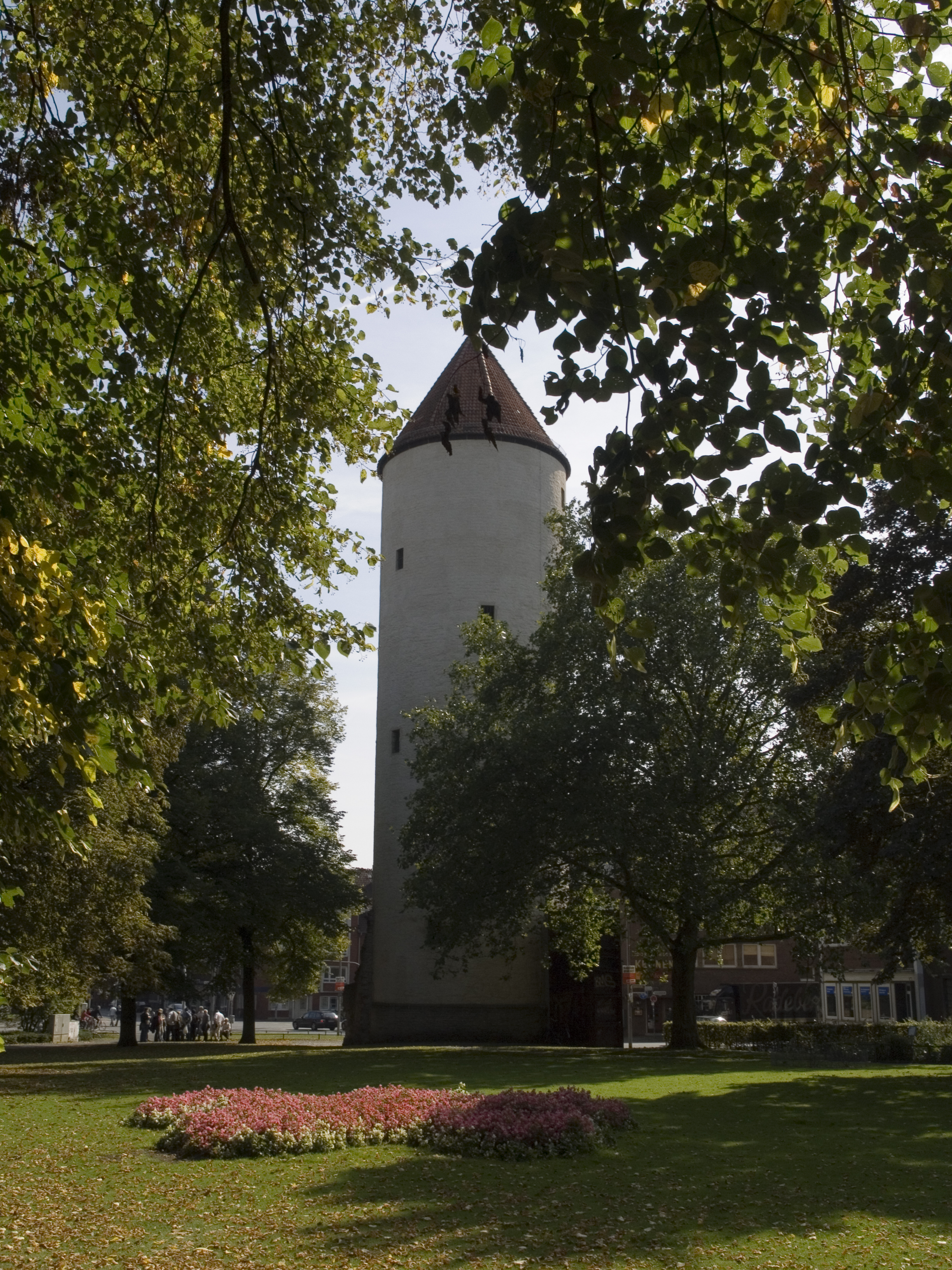
Buddenturm (вид с Променада)

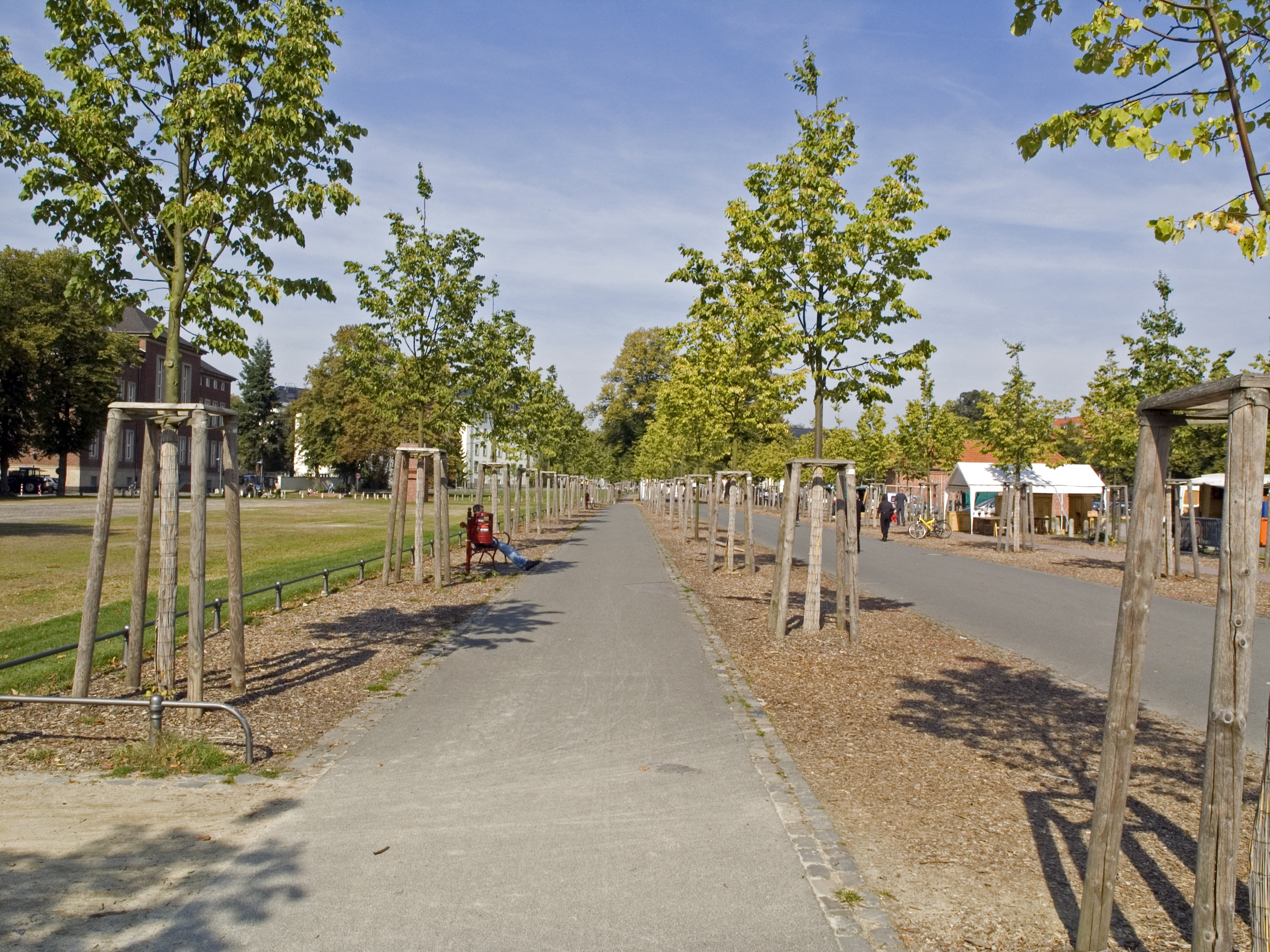
Молодые деревья на площади Гинденбурга, высаженные после урагана Кирилл (2009 год)

Городские стены Мюнстера были возведены в XIII веке. После Семилетней войны стены утратили своё оборонительное и фортификационное значение и начинают демонтироваться, а рвы — засыпаться. С 1770 года по плану архитектора Иоганна Конрада Шлауна на месте стен начинает создаваться окружающая старый город аллея. Полностью работы по созданию аллеи закончились только в конце XIX века.

Во время урагана Кирилл в январе 2007 года Променад сильно пострадал, некоторые деревья были вывернуты с корнем. Особо сильные повреждения были в районе площади Гинденбурга перед Мюнстерским дворцом. В результате этого возникла необходимость возобновления зелёных насаждений, что было связано с большими финансовыми и временными затратами.

## Достопримечательности
- оборонительная башня Buddenturm
- башня Zwinger
- Мюнстерский дворец
- привратные дома у Новых ворот
- бункер военного госпиталя
- здание городского архива
- парк Engelenschanze